# فرد إي. ستيوارت
فرد إي. ستيوارت (بالإنجليزية: Fred E. Stewart)‏ هو سياسي أمريكي، ولد في 1881، وتوفي في 17 أبريل 1942 في أوكلاند في الولايات المتحدة. حزبياً، نشط في الحزب الجمهوري.